# Seelenbeben – Tour-Edition Live
Seelenbeben – Tour-Edition Live ist das zweite Livealbum beziehungsweise das neunte Videoalbum der deutschen Schlagersängerin Andrea Berg.

## Entstehung
Das Album basiert auf dem Album Seelenbeben und der dazugehörigen Tournee. Das Album ist ein Mitschnitt des Konzertes vom 5. November 2016 aus der Berliner Mercedes-Benz-Arena. Das Album besteht aus zwei CDs mit je 17 Songs. Es erschien außerdem als DVD und Blu-ray Disc sowie als Boxset mit 2CD und Blu-ray.

## Titelliste

### CD 1
1. Fantasy Intro – 3:17
2. Drachenreiter – 3:49
3. Piraten wie wir – 4:08
4. Das hat die Welt noch nie gesehen – 4:35
5. Seelenbeben – 3:11
6. Das Gefühl – 3:22
7. Ich sterbe nicht noch mal – 2:44
8. Du bist das Feuer – 4:50
9. Du kannst noch nicht mal richtig lügen – 2:59
10. Lebenslänglich – 2:26
11. Wunderland – 9:16
12. Weißt du, wie viel Sternlein stehen – 2:51
13. Tango Amore – 2:14
14. Diese Nacht soll nie enden – 2:12
15. Der letzte Tag im Paradies – 4:36
16. Ich schieß dich auf den Mond – 5:50
17. Ich werde lächeln wenn du gehst – 3:59

### CD 2
1. Das kann kein Zufall sein – 2:48
2. Lust auf pures Leben – 3:25
3. Nicht irgendwann – 2:28
4. Solang die Erde sich dreht – 5:53
5. Kilimandscharo – 2:54
6. Ein Tag mit dir im Paradies – 3:40
7. Schenk mir einen Stern – 2:12
8. Fliegt mit mir fort – 2:21
9. Lass mich in Flammen stehen – 3:51
10. Himmel auf Erden – 2:49
11. Sternenträumer – 5:17
12. Im nächsten Leben – 4:12
13. Und wenn ich geh – 2:50
14. Die Gefühle haben Schweigepflicht – 5:11
15. Diese Nacht ist jede Sünde wert – 6:41
16. Ich liebe das Leben – 6:50
17. Du hast mich tausendmal belogen – 6:29

## Chartplatzierungen
Seelenbeben – Tour-Edition Live erreichte aufgrund einer Additionsregel nicht die deutschen Albumcharts. Die Verkäufe wurden dem Nummer-eins-Album Seelenbeben hinzuaddiert.
Die Albumversion erreichte ebenfalls nicht die Charts in Österreich und der Schweiz. In den Musik-DVD-Charts wurden die Verkäufe in Österreich mit denen des Videoalbums Seelenbeben – Heimspiel Edition Live hinzuaddiert, dieses erreichte die Chartspitze. In der Schweiz erreichte Seelenbeben – Tour-Edition Live Rang zwei der Musik-DVD-Charts.
| ChartsChartplatzierungen | Höchstplatzierung | Wochen |
| ------------------------ | ----------------- | ------ |
| Österreich (Ö3)          | 1 (19 Wo.)        | 19     |
| Schweiz (IFPI)           | 2 (7 Wo.)         | 7      |